# Champagne-Ardenne
Champagne-Ardenne Franciaország egyik régiója volt 2015. végéig. 2016. január 1-jén Champagne-Ardenne, Lotaringia és Elzász egyesült, és mindhárom az újonnan alakult Grand Est régió része lett.